# Стефан Попов (философ)
Вижте пояснителната страница за други личности с името Стефан Попов.
Стефан Георгиев Попов е български философ и публицист.

## Биография
Стефан Попов завършва Софийския университет (1985). Доктор по философия и социални науки от New School for Social Research, Ню Йорк (1996) с дисертация на тема „Витгенщайн: Аналитика на мистическото“. Програмен директор в Центъра за либерални стратегии (1996-2004). Председател на Настоятелството на Институт Отворено общество (2000-2006). Има специализации по конституционна политика (Виена, 1994 и Фрибур, 2003), международна сигурност (Вашингтон, 1999).
Доктор на науките с дисертация на тема „Obiectum Purum: увод във феноменологията на Рене Декарт“, защитена във Философския факултет на Софийския университет (2015).
Професор по философия и социология в Нов български университет от 2019 г.